# Ernest Bacon
Ernest Aubrey Bacon (ur. 5 czerwca 1893 w Camberwell, zm. 18 kwietnia 1966 w Angmering) – brytyjski zapaśnik walczący w stylu wolnym. Olimpijczyk z Paryża 1924, gdzie zajął dziewiąte miejsce w kategorii 66 kg.
Brat zapaśników i olimpijczyków, Edgara Bacona i Stanleya Bacona.
- Turniej w Paryżu 1924

W pierwszej rundzie przegrał ze Szwajcarem Édouardem Beletem.
Otrzymał Order Imperium Brytyjskiego.